# Phone 1707 Chester
Phone 1707 Chester è un cortometraggio muto del 1911 diretto da Joseph W. Smiley (con il nome Joseph Smiley), qui al suo esordio cinematografico come regista. Smiley dirigerà film fino al 1916 e poi continuerà la carriera come attore fino al 1927.
È l'ultimo film della breve carriera di Elinor Kershaw che girò, dal 1910 al 1911, solo cinque pellicole. L'attrice, che proveniva dalle scene teatrali, era la moglie del potente produttore Thomas H. Ince.

## Produzione
Il film fu prodotto dall'Independent Moving Pictures Co. of America (IMP)

## Distribuzione
Distribuito dalla Motion Picture Distributors and Sales Company, il film - un cortometraggio in una bobina - uscì nelle sale cinematografiche USA il 26 gennaio 1911.